# Whitney Straight
Whitney Willard Straight (ur. 6 listopada 1912 roku w Nowym Jorku, zm. 5 kwietnia 1979 roku w Fulham) – amerykańsko-brytyjski kierowca wyścigowy. Pilot brytyjskich sił lotniczych Royal Air Force. Odznaczony Orderem Imperium Brytyjskiego, Military Cross oraz Distinguished Flying Cross.
Studiował w Trinity College na Uniwersytecie Cambridge .

## Kariera pilota
Straight zainteresował się lataniem już po przeprowadzce do Anglii. W wieku 16 lat miał już za sobą 60 godzin lotu. W 1936 roku, kiedy otrzymał brytyjskie obywatelstwo, przyczynił się do rozwoju samolotu Miles Whitney Straight. Był jednym z założycieli komercyjnego przedsiębiorstwa lotniczego Straight Corporation.
Podczas II wojny światowej Straight dołączył do brytyjskich sił lotniczych. Uczestniczył w poszukiwaniach zamarzniętego jeziora w Norwegii w 1940 roku, na którym zbudowano tymczasowe lotnisko. W czasie bombardowania został ciężko ranny. Uczestniczył w bitwie o Anglię, w czasie której zestrzelił co najmniej trzy samoloty. 31 lipca 1941 roku został zestrzelony nad Francją. Trafił do obozu jenieckiego, z którego jednak uciekł i dzięki francuskiemu ruchowi oporu zdołał przedostać się do Gibraltaru. Od września 1942 roku walczył na Bliskim Wschodzie.

## Kariera wyścigowa
Karierę wyścigową Straight rozpoczął w czasie studiów w Cambridge. Korzystał z samochodu Maserati. Po zwycięstwie w wyścigu Mountain Championship w 1933 roku postanowił utworzyć własny zespół wyścigowy wyposażony w biało-niebieskie Maserati 8CM. W sezonie 1934 wygrał cztery Grand Prix: JCC international Trophy, Mountain Championship, Donington Trophy oraz Grand Prix RPA. W 1935 roku starał się dołączyć do ekipy Auto Union, jednak bez powodzenia. Ostatecznie, zgodnie z obietnicą daną żonie, postanowił zrezygnować z dalszego ścigania.